# Our Steady Boy
『Our Steady Boy』是ゆいかおり的第1張單曲。於2010年5月12日由King Records發行。

## 概要
- 附有收錄PV的DVD。
- 初回限量版內附有四種未經加工修改的照片。

## 收錄曲
1. Our Steady Boy
電視動畫『kiss×sis』片尾曲
2. もうひとりの私
石竹花 (声優團體)的『もうひとりの私』的歌曲
3. Our Steady Boy（off vocal ver.）
4. もうひとりの私（off vocal ver.）

## 外部連結
- 電視動畫公式（页面存档备份，存于）